# Harry Dénis
Henri Léonard Barthélémi "Harry" Dénis (* 28. August 1896 in Den Haag; † 13. Juli 1971 ebenda) war ein niederländischer Fußballspieler. Er nahm an drei olympischen Fußballturnieren teil und gewann 1920 die Bronzemedaille.

## Karriere

### Verein
Dénis begann in seiner Heimatstadt bei DVV mit dem Fußballspielen, ehe er zum Lokalrivalen HBS Craeyenhout wechselte. Dort verbrachte er seine gesamte weitere Spielerkarriere und wurde mit diesem Klub 1925 niederländischer Meister.

### Nationalmannschaft

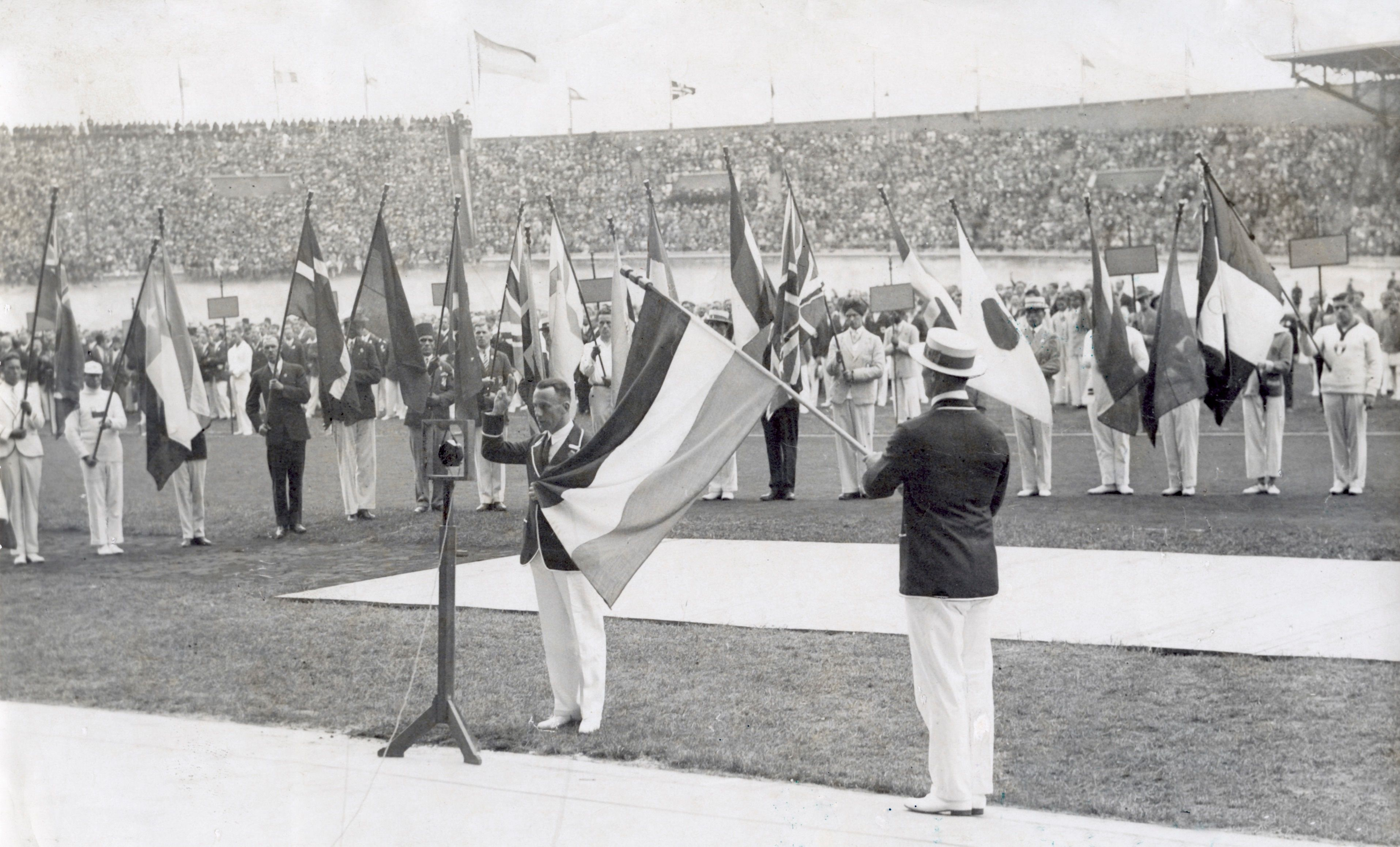
Harry Dénis spricht den olympischen Eid 1928

Bei den Olympischen Spielen 1920 in Antwerpen gewann Dénis mit seiner Mannschaft durch eine 1:3-Niederlage im Spiel um Platz 2 und 3 gegen Spanien die Bronzemedaille.
Vier Jahre später stand er bei den Olympischen Spielen 1924 in Paris erneut im niederländischen Aufgebot. Im Spiel um die Bronzemedaille unterlagen die Niederlande in zwei Spielen gegen Schweden.
Anlässlich der Eröffnungsfeier der Olympischen Spiele 1928 in Amsterdam sprach Dénis als bisher einziger Fußballspieler in der olympischen Geschichte den olympischen Eid. Wie bei den vorangegangenen Turnieren kam Dénis in jedem Spiel zum Einsatz. Vor heimischem Publikum scheiterten die Niederlande bereits im Achtelfinale mit 0:2 am späteren Olympiasieger Uruguay und bestritten nur noch zwei Platzierungsspiele in der so genannten Trostrunde.
Zwischen 1919 und 1930 bestritt Dénis 56 Länderspiele für die Niederlande, davon 37 als Kapitän, in denen er ohne Torerfolg blieb. Vom 3. Mai 1925 bis zum 2. Mai 1937 war Dénis niederländischer Rekordnationalspieler.

## Erfolge
- Niederländischer Meister: 1925
- Olympische Spiele: Bronzemedaille 1920